# Haagse Markt

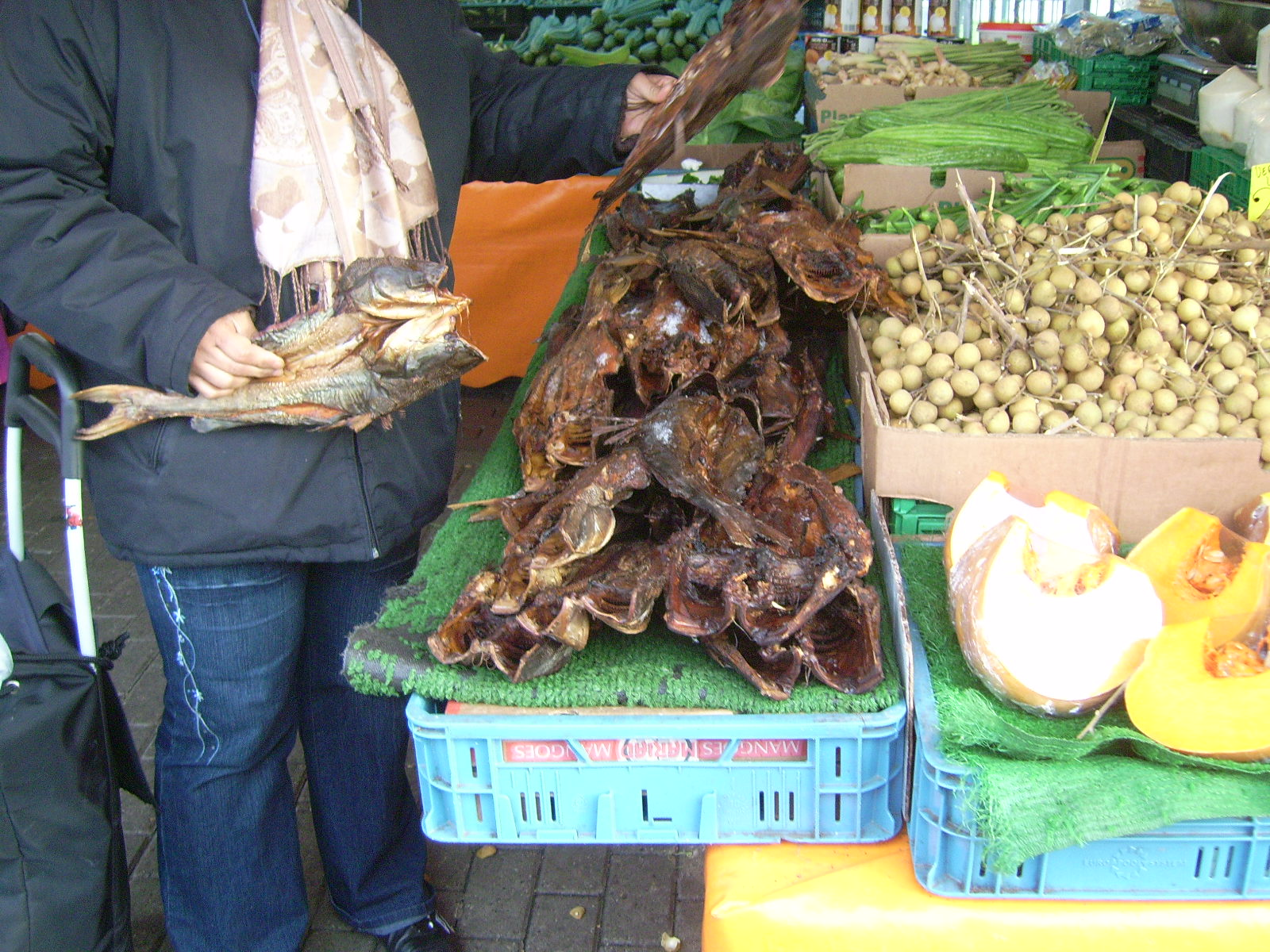
Exotische Lebensmittel auf dem Haagse Markt

Der Haagse Markt, auch bekannt als Haagse Mart, gilt mit seinen etwa 500 Ständen und durchschnittlich 40.000 Besuchern an einem gewöhnlichen Markttag als der größte Wochenmarkt der Niederlande. Laut der Gemeinde handelt es sich dabei um den größten ständigen Wochenmarkt Europas.
Der Haagse Markt befindet sich in Den Haag zwischen den Stadtteilen Transvaal und Schilderswijk in der Nähe der Straßenbahnhaltestellen Hoefkade und Hobbemaplein. An seinem heutigen Standort befindet er sich seit 1938, als beschlossen wurde, den Markt aus Platzgründen von der Prinsengracht an die Herman Costerstraat zu verlegen.
Beliebt ist der Markt vor allem bei Einheimischen für das  Sortiment an exotischen Lebensmitteln, Haushaltswaren, Stoffen und Mode.
Die Markttage sind Montag, Mittwoch, Freitag und Samstag von 9 bis 17 Uhr, aber auch an  Feiertagen ist der Markt geöffnet.